# Sara Lundberg
Sara Caroline Lundberg (née le 18 mai 1971) est une illustratrice et écrivaine suédoise.

## Biographie
Sara Lundberg fait ses études au McDaniel College de Westminster, dans le Maryland, puis au Konstfack de Stockholm et au Royal Institute of Art. Elle obtient en 1994 une licence en théâtre et en art. Elle a été membre de l' Académie suédoise des livres pour enfants.
En 2009, elle remporte le prix August de littérature pour enfants et jeunes adultes pour le livre Skriv om och om igen, avec Ylva Karlsson, Katarina Kuick et Lilian Bäckman. La même année, elle publie le livre d'images Vita Streck . Vita streck och Öjvind a été nommée pour le prix August de littérature pour enfants et jeunes adultes en 2011 et elle obtient le prix August de littérature pour enfants et jeunes adultes en 2017 pour Fågeln i mig flyger vart den vill . Une traduction en français de cet ouvrage inspiré de la vie de Berta Hansson, intitulée L'oiseau en moi vole où il veut, sort en 2022 aux éditions La Partie. Il remporte en 2023 le prix Sorcières dans la catégorie Carrément Sorcières fiction.

## Œuvres
Elle a publié de nombreux ouvrages,, dont :

### En suédois
- 2009 – Vita streck
- 2009 – Skriv om och om igen
- 2010 – Sommar[8]
- 2011 – Emblas universum
- 2011 – Vita Streck och Öjvind
- 2013 – Öjvind och världens ände
- 2015 – Vita, Öjvind och Ingenting
- 2017 – Fågeln i mig flyger vart den vill[9]
- 2019 – Dyksommar (avec Sara Stridsberg)
- 2019 – Jag och alla (avec Ylva Karlsson)
- 2021 – Glömdagen

### Traduits en français
- Plongée dans l’été, 2021
- L'oiseau en moi vole où il veut, 2022
- Une maman si pressée, 2023

## Prix
- 2009 – August Prize[10]
- 2012 – Elsa Beskow Plaque[11]
- 2013 – Expressens Heffaklump
- 2017 – August Prize[12]
- 2017 – Snöbollen - årets bilderbok[13]
- 2023 : Prix Sorcières, catégorie Carrément Sorcières, Fiction pour L'oiseau en moi vole où il veut, Sara Lundberg, trad. Jean-Baptiste Coursaud - Ed. La Partie[14]